# M 23 (Ukraine)
Die M 23 ist eine ukrainische Fernstraße in der Oblast Transkarpatien. Sie verläuft von Mukatschewo entlang der Grenze zu Ungarn und Rumänien bis nach Welykyj Bytschkiw.

## Verlauf
- Mukatschewo
- Janoschi
- Berehowe
- Wynohradiw
- Chust
- Buschtyno
- Tereswa
- Welykyj Bytschkiw